# Frättsjön (Anundsjö socken, Ångermanland)
Frättsjön är en sjö i Örnsköldsviks kommun i Ångermanland och ingår i Moälvens huvudavrinningsområde. Sjön är 12,2 meter djup, har en yta på 0,18 kvadratkilometer och är belägen 360,1 meter över havet. Sjön avvattnas av vattendraget Knäsjöbäcken.

## Delavrinningsområde
Frättsjön ingår i det delavrinningsområde (707788-160681) som SMHI kallar för Inloppet i Knäsjön. Medelhöjden är 398 meter över havet och ytan är 3,25 kvadratkilometer. Det finns ett avrinningsområde uppströms, och räknas det in blir den ackumulerade arean 11,09 kvadratkilometer. Knäsjöbäcken som avvattnar avrinningsområdet har biflödesordning 3, vilket innebär att vattnet flödar genom totalt 3 vattendrag innan det når havet efter 83 kilometer. Avrinningsområdet består mestadels av skog (95 procent). Avrinningsområdet har 0,18 kvadratkilometer vattenytor vilket ger det en sjöprocent på 5,6 procent.